# Célula mioepitelial
A célula mioepitelial é encontrada próximo à porção secretora e ao ducto intercalar, ocupando o espaço entre a membrana basal e a porção basal da membrana plasmática das células epiteliais secretoras. Em geral, há uma célula mioepitelial por porção secretora, embora não seja raro encontrar duas ou três dessas células. Somente seus núcleos são visíveis nos cortes processados corados com hematoxilina/eosina. São células com função contrátil, de modo a conduzir o produto decretado ao seu destino.

## Morfologia
A morfologia de uma célula mioepitelial depende de sua localização. Células mioepiteliais associadas com as porções secretoras das glândulas são comparadas a um polvo sobre uma rocha.
Cada célula consiste em um corpo central (onde o núcleo é conjunto um aspecto reticular.